# Orono (Minnesota)
Orono is een plaats (city) in de Amerikaanse staat Minnesota, en valt bestuurlijk gezien onder Hennepin County.

## Demografie
Bij de volkstelling in 2000 werd het aantal inwoners vastgesteld op 7538.
In 2006 is het aantal inwoners door het United States Census Bureau geschat op 7928, een stijging van 390 (5.2%).

## Geografie
Volgens het United States Census Bureau beslaat de plaats een oppervlakte van
64,8 km², waarvan 41,6 km² land en 23,2 km² water.

## Plaatsen in de nabije omgeving
De onderstaande figuur toont nabijgelegen plaatsen in een straal van 8 km rond Orono.